# Episodi di Love Boat (quinta stagione)
La quinta stagione della serie televisiva Love Boat è stata trasmessa in anteprima negli Stati Uniti d'America dalla ABC tra il 10 ottobre 1981 e il 15 maggio 1982.
| nº | Titolo originale | Titolo italiano | Prima TV USA     | Prima TV Italia |
| -- | --- | --------------- | ---------------- | --------------- |
| 1  | The Expedition / Julie's Wedding / The Mongala / Julie's Replacement / The Three R's / The Professor's Wife (Part 1)     |                 | 10 ottobre 1981  |                 |
| 2  | The Expedition / Julie's Wedding / The Mongala / Julie's Replacement / The Three R's / The Professor's Wife (Part 2)     |                 | 10 ottobre 1981  |                 |
| 3  | Two Grapes on the Vine / Aunt Sylvia / Deductible Divorce                                                                |                 | 17 ottobre 1981  |                 |
| 4  | The Incredible Hunk / Isaac, the Marriage Counselor / Jewels & Jim                                                       |                 | 24 ottobre 1981  |                 |
| 5  | Country Blues / Daddy's Little Girl / Jackpot                                                                            |                 | 31 ottobre 1981  |                 |
| 6  | Chef's Special / Beginning Anew / Kleinschmidt                                                                           |                 | 7 novembre 1981  |                 |
| 7  | The Lady from Laramie / Vicki Swings / Phantom Bride                                                                     |                 | 14 novembre 1981 |                 |
| 8  | Farnsworth's Fling / Three in a Bed / I Remember Helen / Merrill, Melanie & Melanesia / Gopher Farnsworth Smith (Part 1) |                 | 21 novembre 1981 |                 |
| 9  | Farnsworth's Fling / Three in a Bed / I Remember Helen / Merrill, Melanie & Melanesia / Gopher Farnsworth Smith (Part 2) |                 | 21 novembre 1981 |                 |
| 10 | Love, Honor and Obey / Gladys and Agnes / Radioactive Isaac                                                              |                 | 28 novembre 1981 |                 |
| 11 | He's My Brother / Zeke and Zelda / Teach Me Tonight                                                                      |                 | 5 dicembre 1981  |                 |
| 12 | Take a Letter, Vicki / The Floating Bridge Game / The Joy of Celibacy                                                    |                 | 12 dicembre 1981 |                 |
| 13 | Doc Take the Fifth / Safety Last / A Business Affair                                                                     |                 | 2 gennaio 1982   |                 |
| 14 | Good Neighbors / Captain's Portrait / Familiar Faces                                                                     |                 | 9 gennaio 1982   |                 |
| 15 | I Don't Play Anymore / Gopher's Roomate / Crazy for You                                                                  |                 | 23 gennaio 1982  |                 |
| 16 | Green, But Not Jolly / Past Perfect Love / Instant Family                                                                |                 | 30 gennaio 1982  |                 |
| 17 | The Return of the Captain's Lady / Love Ain't Illegal / The Irresistible Man                                             |                 | 6 febbraio 1982  |                 |
| 18 | His Girls Friday / A Wife for Wilfred / The Girl Who Stood Still                                                         |                 | 13 febbraio 1982 |                 |
| 19 | New York, A.C. / Live It Up / All's Fair in Love and War                                                                 |                 | 20 febbraio 1982 |                 |
| 20 | The Musical / My Ex-Mom / The Show Must Go On / The Pest / My Aunt, the Worrier (Part 1)                                 |                 | 27 febbraio 1982 |                 |
| 21 | The Musical / My Ex-Mom / The Show Must Go On / The Pest / My Aunt, the Worrier (Part 2)                                 |                 | 27 febbraio 1982 |                 |
| 22 | Pride of the Pacific / The Viking's Son / Separate Vacations / The Experiment / Getting to Know You (Part 1)             |                 | 6 marzo 1982     |                 |
| 23 | Pride of the Pacific / The Viking's Son / Separate Vacations / The Experiment / Getting to Know You (Part 2)             |                 | 6 marzo 1982     |                 |
| 24 | Isaac Gets Physical / She Brought Her Mother Along / Cold Feet                                                           |                 | 20 marzo 1982    |                 |
| 25 | Burl of My Dreams / Meet the Author / Rhymes, Riddles, and Romance                                                       |                 | 27 marzo 1982    |                 |
| 26 | Pal-I-Mony-O-Mine / Does Father Know Best? / An 'A' for Gopher                                                           |                 | 10 aprile 1982   |                 |
| 27 | April in Boston / Saving Grace / Breaks of Life                                                                          |                 | 1º maggio 1982   |                 |
| 28 | A Dress to Remember |                 | 8 maggio 1982    |                 |
| 29 | Mothers Don't Do That / Marrying for Money / Substitute Lover                                                            |                 | 15 maggio 1982   |                 |